# Référendum espagnol sur la Constitution européenne
Pour les autres articles nationaux ou selon les autres juridictions, voir Référendums relatifs à l'Union européenne.
 (septembre 2024).

## Cadre juridique
L'article 92 de la Constitution espagnole de 1978 prévoit que les décisions politiques d'une importance particulière pourront être soumises à tous les citoyens par la voie d'un référendum consultatif.
Après décision du gouvernement le 14 janvier 2005, il fut décidé que l'Espagne se prononce le 20 février.

## Mot d'ordre des partis et autres organisations
Les deux grands partis (PSOE et PP) ont appelé à voter pour la Constitution, ainsi que la plupart des syndicats. Ce scrutin est cependant un avis, la ratification finale se faisant ultérieurement par la voie parlementaire.

## Résultat

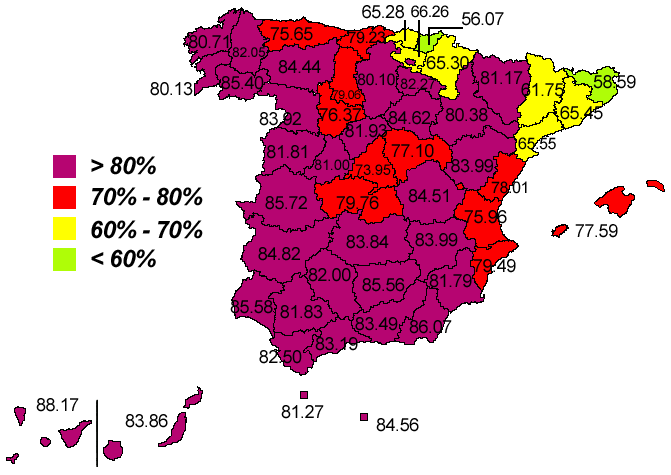
Pourcentages de « oui » par provinces.

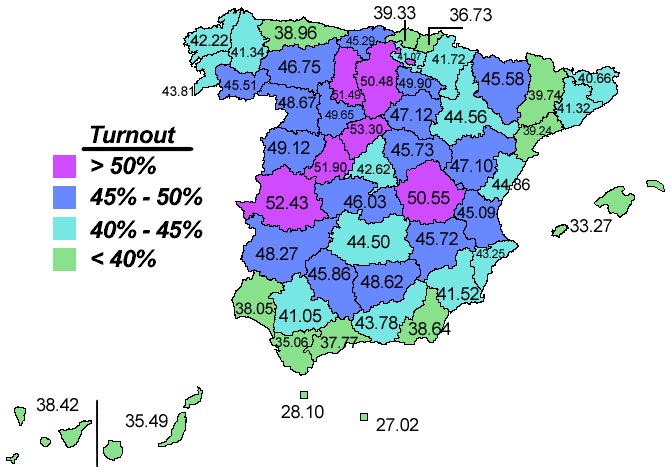
Taux de participation par provinces.

| Choix                  | Votes      | %     |
| ---------------------- | ---------- | ----- |
| Pour                   | 11 057 563 | 76,96 |
| Blanc                  | 856 664    | 5,96  |
| Contre                 | 2 453 002  | 17,07 |
|                        |            |       |
| Votes valides          | 14 367 229 | 99,14 |
| Votes invalides        | 124 523    | 0,86  |
| Total                  | 14 491 752 | 100   |
| Abstention             | 20 200 739 | 58,23 |
| Inscrits/Participation | 34 692 491 | 41,77 |